# Liste der Monuments historiques in Saint-Caradec-Trégomel
Die Liste der Monuments historiques in Saint-Caradec-Trégomel führt die Monuments historiques in der französischen Gemeinde Saint-Caradec-Trégomel auf.

## Liste der Bauwerke
| Bezeichnung                         | Beschreibung | Standort               | Kennzeichnung | Schutzstatus | Datum | Bild |
| ----------------------------------- | ------------ | ---------------------- | ------------- | ------------ | ----- | ---- |
| Kreuz und Beinhaus auf dem Friedhof |              | Rue de l’Église (Lage) | PA00091669    | Inscrit      | 1925  |      |

## Liste der Objekte
- Monuments historiques (Objekte) in Saint-Caradec-Trégomel in der Base Palissy des französischen Kultusministerium